# Базалтови могили
Базалтовите могили (или Сухиндолски базалтови могили) са особени форми на релефа в Средната Дунавска равнина и Предбалкана, област Велико Търново, наредени като броеница между свищовското село Драгомирово на север и град Сухиндол на юг на протежение около 40 км. Общо са 14 броя.
Могилите заемат най-високите части от вододелите на реките Осъм и Янтра и Барата (влива се в Дунав) и Янтра. Издигат се до 60 – 100 m над над околната местност. Те представляват поствулкански лавови образувания с вероятна плиоценска и кватернерна възраст.
Обединяват се в 5 групи от юг на север:
- Сухиндолска група – Върха (472,4 m, най-висока, 43°11′59″ с. ш. 25°09′30″ и. д. / 43.199722° с. ш. 25.158333° и. д.), Габърка, Китка;
- Върбовска група – Камъка (374 m), Луковица;
- Бутовска група – Чатала (283,5 m), Кълвака;
- Варанско-Сломерска група – Варанска чука (211,1 m), Червенска могила (217 m), Славова могила (212,9 m), Двете могили (227,5 m), Трите могили (242,9 m);
- Драгомировска група – Драгомировска могила (243,1 m), Пчелинова могила (246,2 m).[1]

Физикогеографски първите две групи – Сухиндолската и Върбовската принадлежат към Предбалкана, а останалите три – към Средната Дунавска равнина.
Антропогенната дейност не е подминала и базалтовите могили. Част от тях се използват за добив на строителни материали.

## Топографска карта
- Лист от карта K-35-15. Мащаб: 1 : 100 000.
- Лист от карта K-35-27. Мащаб: 1 : 100 000.